# タフアフアイ
「タフアフアイ」または「タフワフワイ」として知られる「ハワイアン・ウォー・チャント (Hawaiian War Chant)」は、アメリカ合衆国のポピュラー楽曲で、原曲の旋律と歌詞は1860年代にレレイオホク王子によって書かれたものである。原曲の曲名は「カーウア・イ・カ・フアフアイ (Kāua I Ka Huahuaʻi)」（「我々二人は飛沫を受けている」の意）といった。これはチャントとして書かれたものではなく、ハワイ語の歌詞は、恋人ふたりの密会を歌ったもので、戦いを歌ったものではない。英語の曲名は、この曲が元々ハワイで書かれ、演奏された内容と、まったく関係なく付けられたものである。

## 歴史
この曲は、原曲の曲名で、1911年6月にクロウエル・グリー・クラブ (the Crowel Glee Club) によって録音され、コロムビア・レコードからリリースされた。
ラルフ・フリードによる英語の歌詞は、1936年に書かれ、その際にジョニー・ノーブルによって旋律に若干の変更が加えられた。トミー・ドーシーが1938年11月29日にこの曲を録音し、アメリカ合衆国とカナダにおいてビクター・レコードからリリースした。ドーシー楽団によるこの曲の1942年の演奏は、ドラマーのバディ・リッチとトランペットのジギー・エルマンをフィーチャーしている。。この曲は、エレノア・パウエルとレッド・スケルトン、さらにトミー・ドーシー楽団が出演した1942年の映画『Ship Ahoy』にもフィーチャーされた。
スパイク・ジョーンズは、この曲を1946年2月にビクターで録音したが、そのボーカルは、カール・グレイソン (Carl Grayson) であった。ジョエル・ホイットバーンによれば、このバージョンは、チャートの8位まで達したという。

## やんなっちゃった節
日本のコメディアンで、ウクレレを使った漫談を芸とした牧伸二は、1959年に「タフアフアイ」の旋律にのせて世相風刺を織り込んだ歌詞を歌い、「ああやんなっちゃった...」とフレーズを続ける「やんなっちゃった節」を編み出し、1960年代以降に広く知られるようになった。1961年にキングレコードから「ヤンなっちゃった節」として発売（規格品番：EB-357）され、1964年には日本コロムビアから「あゝやんなっちゃった」として発売（規格品番：SAS-393）されている。「やんなっちゃった節」は、1990年に東日本旅客鉄道（JR東日本）のコマーシャルソングにも使われた。

## 関連文献
- Young, Jordan R. (2005). Spike Jones Off the Record: The Man Who Murdered Music. (3rd edition) Albany: BearManor Media ISBN 1-59393-012-7.